# Сенявин, Ларион Акимович
Сенявин (Синявин) Ларион (Илларион) Акимович (Якимович) (ок. 1663-ок. 1730) — представитель дворянского рода Сенявиных, стольник, воевода в Нарыме, Кузнецке, Иркутске, комендант в Соликамске, Кунгуре и Бахмутовской провинции.

## Биография

Родовой герб Сенявиных

### Происхождение и семья
Ларион Акимович Сенявин родился около 1663 года. Происходил из русского дворянского рода Сенявиных. Ларион воспитывался в многодетной семье воеводы Акима Ивановича Сенявина. Брат Ульян из потешных солдат Преображенского полка дослужился до высоких чинов, стал — генерал-майором, обер-комиссаром и директором над строениями в Санкт-Петербурге, отличился при возведении Петропавловской крепости, восстановлении Шлиссельбурга. В помощниках у Ульяна и комиссаром в канцелярии от строений был брат — Фёдор (дед командующего Балтийским флотом адмирала Дмитрия Николаевича Сенявина), который дослужился до бригадирского чина, командовал Сенявиным батальоном. Брат Иван-меньшой из потешных солдат Преображенского полка был директором Санкт-Петербургской адмиралтейской конторы, главным командиром Астраханского порта, шаутбенахтом. Брат — Наум (отец командующего Донской и Азовской военными флотилиями адмирала Алексея Сенявина) стал первым вице-адмиралом Российского Императорского флота, начальником Днепровской флотилии.

### Ранние годы
20 января 1685 года Ларион Сенявин был включён дворянином в отряд под командованием окольничего Ф. А. Головина, который по Высочайшему повелению был послан на Амур (в Дауры) «для договоров и успокоении ссор китайского богдыхана» (урегулирования пограничного конфликта в районе Албазинского острога). В 1689 году Головин заключил Нерчинский договор, по которому уступил китайцам реку Амур до притока Горбицы вследствие невозможности вести с Китаем серьёзную войну.

### Воеводство
В 1697—1698 годах Ларион был кетским и нарымским воеводой.
В 1699 году был назначен воеводой в Кузнецк. В 1700 году успешно руководил отражением нападения на город кочевников. В Царской грамоте тобольским воеводам о допросе посланцев калмыцких и киргизских тайшей от 13 декабря 1700 года говорилось: «…а воевода де Ларион Синявин с братом Борисом да с служилыми людми, человек в дву стах, выезжали из города трижды и с Киргизы билися, и на том бою у Киргиз одного человека убили из пушки, а служилые люди все в целости, и на бою стоял он Ларион крепко…».
В 1703 году Ларион стал стольником и сдал дела кузнецкого воеводы своему брату Борису. В 1704 году Ларион был назначен иркутским воеводой . 22 декабря 1706 году по грамоте из Сибирского приказа из Кузнецка прибыл воевода Борис Синявин «и велено ему быть з братом ево Ларионом в товарыщах».
Во время правления Сенявиных в Иркутске были построены две церкви: одна деревянная во имя Тихвинской Богоматери в 1706 году, другая каменная — Спасская церковь (заложена в 1706 году). В 1708 году Пётр I пожаловал иркутскому воеводе Лариону Сенявину серебряную кружку.
Иркутским воеводой Л. Сенявин оставался до 1710 года. 9 апреля 1711 года согласно грамоте Иркутского приказа Ларион Сенявин вместе с братом Борисом были отправлены в Москву.
В 1711 году вместо воевод стали назначаться коменданты, Ларион Сенявин стал первым соликамским и чердынским комендантом. В 1715 году он был назначен кунгурским комендантом. В 1716 году в Кунгуре сгорел Кунгурский завод, в 1717 году Сенявин на том же месте построил новый медиплавильный завод и стал продолжать плавку меди .
В 1721 году Сенявин стал главой Боровского меньшего нижнего суда. В том же году был представлен ко двору дворянином в Серпейском, Мосальском и Веневском уездах. В 1722 году назначен асессором Московского надворного суда и затем определён к «коллежским делам».
В 1726 году, по именному повелению, ему велено быть в Бахмуте у соляных дел — управителем казенных бахмутских соляных заводов. Параллельно с ревизорской работой Сенявин ввёл на Бахмутском заводе «добрый анштальт (учреждение)» — устранял обнаруженные недостатки и вносил необходимые на его взгляд изменения в работу солепромыслов. Благодаря усилиям Сенявина, рынок сбыта бахмутской соли значительно расширился. Её стали вывозить «за польскую границу» — на Правобережье Днепра.
В 1726—1727 он был комендантом Бахмутской провинции. В 1727 году на этой должности его сменил брат Фёдор.
Умер Ларион Сенявин бездетным около 1730 года.